# Heroes (We Could Be)
«Heroes (We Could Be)» —literalmente en español: ‘Héroes (Podríamos ser)’— es una canción realizada por el disc jockey y productor sueco Alesso, con la colaboración de la cantante sueca Tove Lo. Fue lanzado el 22 de agosto de 2014 y sirve como el primer sencillo del álbum debut de Alesso, Forever, editado en mayo de 2015. En el Reino Unido se lanzó el 21 de diciembre de 2014. La canción incluye parte de las letras del clásico «Heroes» de David Bowie. Logró posicionarse en el top 5 de la lista de sencillos de Suecia y alcanzó en el número 31 del Billboard Hot 100 de los Estados Unidos. Mientras en el Reino Unido, llegó a ubicarse en la sexta posición, logrando colocar su tercera canción en el top 10 de la lista de sencillos, el primero como artista principal.

## Video musical
Fue dirigido por Emil Nava. En él muestra a Tove Lo como una especie de arcángel que está recluida junto a un grupo de jóvenes con poderes sobrenaturales los cuales son sometidos a una serie de experimentos situados en un centro de investigación subterránea. Al finalizar el video, Alesso acude al rescate y huye de la mano de Tove Lo. Pero solo esta puede escapar por medio de sus alas, mientras que Alesso cae al vacío.

## Lista de canciones
| Descarga digital |                        |          |  |
| N.º              | Título                 | Duración |  |
| 1.               | «Heroes (we could be)» | 3:30     |  |

| Descarga digital [The Remixes] |                                                        |          |  |
| N.º                            | Título                                                 | Duración |  |
| 1.                             | «Heroes (We Could Be)» (Extended Mix)                  | 5:40     |  |
| 2.                             | «Heroes (We Could Be)» (Amtrac Remix)                  | 5:08     |  |
| 3.                             | «Heroes (We Could Be)» (Jai Wolf Remix)                | 3:25     |  |
| 4.                             | «Heroes (We Could Be)» (Branchez Remix)                | 3:25     |  |
| 5.                             | «Heroes (We Could Be)» (Salvatore Ganacci Remix)       | 3:08     |  |
| 6.                             | «Heroes (We Could Be)» (Grandtheft Remix)              | 3:58     |  |
| 7.                             | «Heroes (We Could Be)» (Hard Rock Sofa & Skidka Remix) | 6:38     |  |

## Posicionamiento en listas y certificaciones
| Lista (2014–15)                           | Mejor posición |
| ----------------------------------------- | -------------- |
| Alemania (Media Control AG)               | 71             |
| Australia (ARIA)                          | 11             |
| Austria (Ö3 Austria Top 40)               | 41             |
| Bélgica (Flandes) (Ultratop 50)           | 28             |
| Bélgica (Valonia) (Ultratop 50)           | 34             |
| Canadá (Hot 100)                          | 51             |
| Colombia (Monitor Latino)                 | 4              |
| Dinamarca (Tracklisten)                   | 26             |
| Escocia (Scottish Singles Top 40)         | 3              |
| Eslovaquia (Singles Digital Top 100)      | 12             |
| España (Top 100 Canciones)                | 21             |
| Estados Unidos (Billboard Hot 100)        | 31             |
| Estados Unidos (Mainstream Top 40)        | 11             |
| Estados Unidos (Adult Top 40)             | 27             |
| Estados Unidos (Hot Dance Club Songs)     | 1              |
| Estados Unidos (Dance/Electronic Songs)   | 2              |
| Estados Unidos (Dance/Mix Show Airplay)   | 1              |
| Euro Digital Songs                        | 10             |
| Finlandia (OFC)                           | 11             |
| Francia (SNEP)                            | 44             |
| Hungría (Single Top 40)                   | 12             |
| Irlanda (IRMA)                            | 6              |
| Italia (FIMI)                             | 35             |
| Japón (Japan Hot 100)                     | 78             |
| México (Billboard Mexican Airplay)        | 5              |
| México (Billboard Inglés Airplay)         | 8              |
| México (Monitor Latino - Inglés)          | 9              |
| Noruega (VG-lista)                        | 11             |
| Nueva Zelanda (Recorded Music NZ)         | 15             |
| Países Bajos (Dutch Top 40)               | 10             |
| Polonia (Polish Airplay Top 20)           | 7              |
| Reino Unido (UK Singles Chart)            | 6              |
| Reino Unido (UK Dance Chart)              | 1              |
| República Checa (Singles Digital Top 100) | 10             |
| Suecia (Sverigetopplistan)                | 5              |
| Suiza (Schweizer Hitparade)               | 47             |

| País           | Lista (2014)                     | Posición | Ref.   |
| -------------- | -------------------------------- | -------- | ------ |
| Australia      | ARIA Singles Chart               | 94       | [ 42 ] |
| Estados Unidos | Billboard Dance/Electronic Songs | 16       | [ 43 ] |
| Países Bajos   | Nederlandse Top 40               | 59       | [ 44 ] |
| Suecia         | Sverigetopplistan                | 63       | [ 45 ] |

### Certificaciones
| País           | Organismo certificador | Certificación | Simbolización | Ventas  | Ref.   |
| -------------- | ---------------------- | ------------- | ------------- | ------- | ------ |
| Australia      | ARIA                   | Platino       | ▲             | 70 000  | [ 46 ] |
| Canadá         | Music Canada           | Oro           | ●             | 40 000  | [ 47 ] |
| Estados Unidos | RIAA                   | Platino       | ▲             | 1 000   | [ 48 ] |
| Italia         | FIMI                   | Platino       | ▲             | 50 000  | [ 49 ] |
| Nueva Zelanda  | RMNZ                   | Oro           | ●             | 7 500   | [ 50 ] |
| Reino Unido    | BPI                    | Oro           | ●             | 400 000 | [ 51 ] |
| Suecia         | IFPI Suecia            | 3× Platino    | 3▲            | 120 000 | [ 52 ] |

### Sucesión en listas
| Anterior: «Booty» de Jennifer Lopez con Iggy Azalea or Pitbull | Billboard Dance Club Songs — Sencillo Nro 1 13 de diciembre de 2014 | Siguiente: «Faded» de ZHU |